# Jirō Hosotani
Jirō Hosotani (細谷治朗?, Hosotani Jirō; Tokushima, 6 gennaio 1950) è un ex sollevatore giapponese campione mondiale che ha gareggiato nella categoria dei pesi gallo (fino a 56 kg.).

## Carriera
Nel 1974 Hosotani vinse la medaglia di bronzo ai Campionati mondiali di Manila con 245 kg. nel totale.
Due anni dopo partecipò alle Olimpiadi di Montréal 1976, non riuscendo però a classificarsi per aver fallito i tre tentativi nella prova di slancio, dopo aver chiuso la prova di strappo al 12º posto parziale.
Tuttavia, l'anno successivo Hosotani riuscì a conquistare la medaglia d'oro ai Campionati mondiali di Stoccarda con 252,5 kg. nel totale, battendo il bulgaro Georgi Todorov (247,5 kg.).
Dopo questo exploit, Hosotani non ebbe più risultati di particolare rilievo in campo internazionale.